# Нижняя Крынка

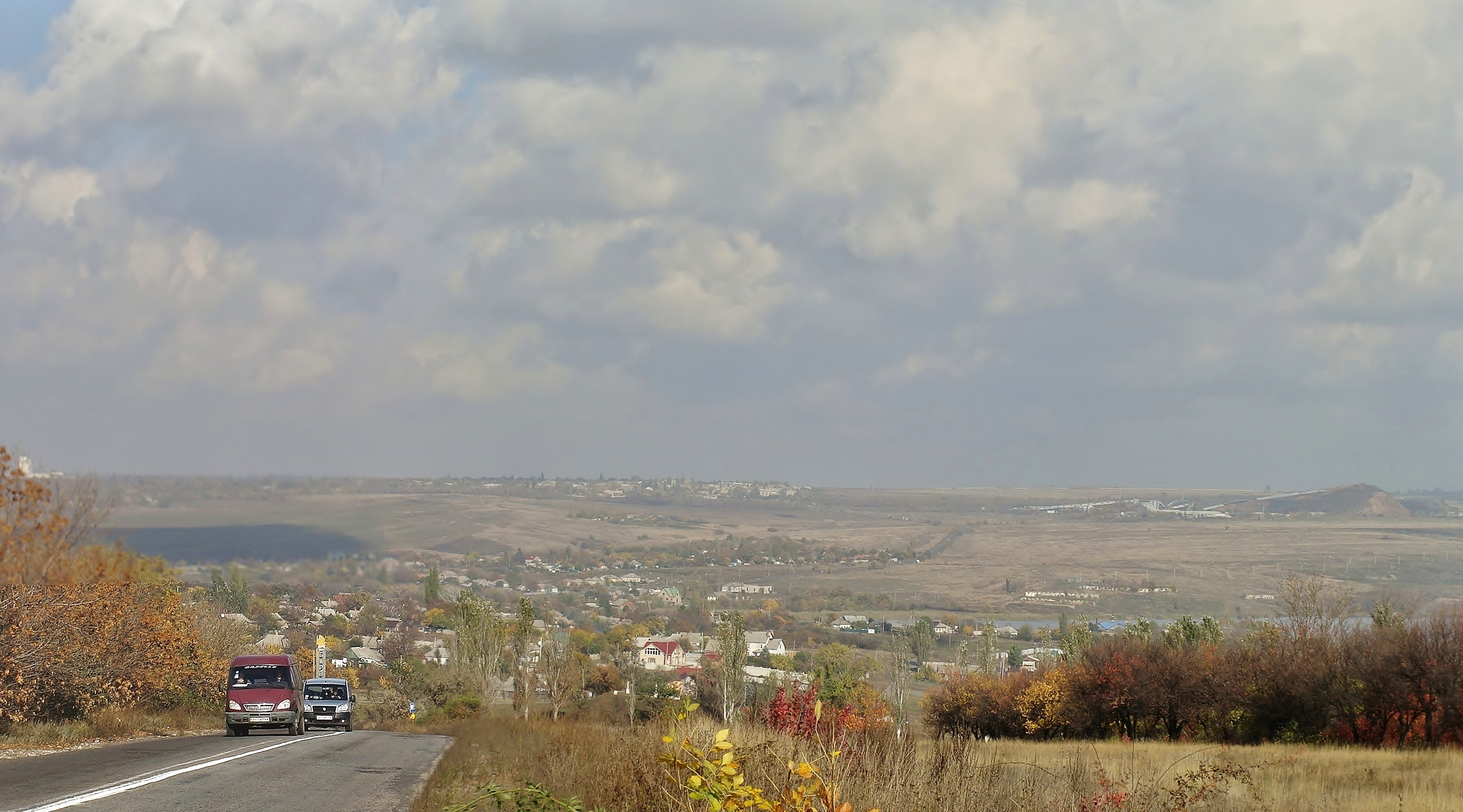
Южная окраина Нижней Крынки

Ни́жняя Кры́нка (прежнее название — имение Ханжонковка; укр. Нижня Кринка) — посёлок (с 15 ноября 1938 года) в Донецкой области Украины. Де факто — с 2014 года город входит в состав самопровозглашённой ДНР.
Подчинён Макеевскому городскому совету, центр Нижнекрынского поселкового совета.

## География
Расположен в 4 км от железнодорожной станции Нижнекрынка (пос. Коммунар) на берегах реки Крынка, которая южнее посёлка переходит в Ханженковское водохранилище.

#### Соседние населённые пункты по направлениям
С: Новомарьевка, Новосёловка, Верхняя Крынка
СЗ: Монахово, Новый Свет, Алмазное, Красная Заря, Ханженково-Северный
З, ЮЗ: город Макеевка
ЮЗ: Орехово, Великое Орехово, Лесное
Ю: Липовое, Красный Октябрь, Горное, город Харцызск
ЮВ: Зуевка (ниже по течению Крынки)
В: Коммунар, Молодой Шахтёр
СВ: Розовка, город Ждановка

## История посёлка
Поселение основано казаками.
В марте 1900 года здесь было учреждено Каменноугольное общество Нижней Крынки.
До Великой Отечественной войны в посёлке было существенное немецкое население.

## Население
Население составляло 13 тыс. чел. в 1972 году, 14 813 чел. в 2001 и на 1 января 2019 года — 13 624 чел.
Посёлок относится к числу депрессивных населённых пунктов, теряющих население. В 2007 году в нём было свыше 600 нежилых квартир.

## Известные уроженцы
- Ханжонков, Александр Алексеевич — основатель русского кинематографа[9].

## Инфраструктура
Основной отраслью промышленности посёлка является добыча угля. Также производятся железобетонные изделия (цех завода «Стройдеталь»). В Нижней Крынке есть ДК имени 50-летия Советской власти.

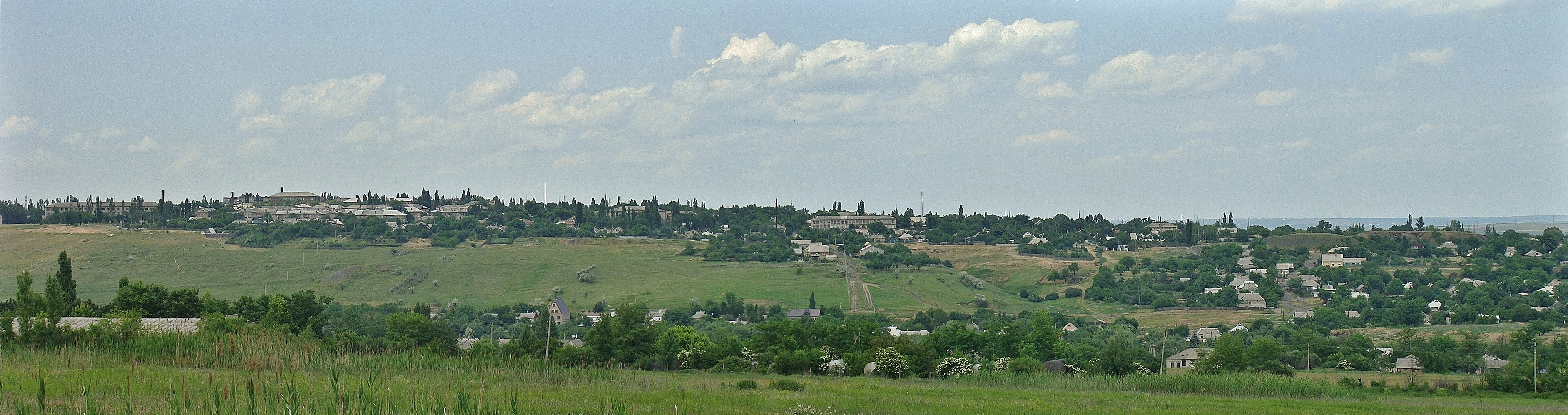
Вид на Нижнюю Крынку с юга